# Паперно Дмитро Олександрович
Паперно Дмитро Олександрович (18 лютого 1929, Київ — 2020, Нортбрук, передмістя Чикаго, штат Іллінойс, США) — радянський і американський піаніст.
Народився в Києві, дід і бабуся загинули в Бабиному Яру.
Закінчив Московську консерваторію (1951). Навчався по класу відомого музичного педагога Олександра Гольденвейзера. Приватно займався тривалий час у Марії Грінберг. Зайняв 6-е місце на Міжнародному конкурсі піаністів ім. Ф. Шопена (1955), також лауреат I-го міжнародного конкурсу Енеску в Бухаресті (1958). Широко концертував у СРСР і Східній Європі, виступав також на Кубі, в Бельгії і Великій Британії.
Його концертні виконання були записані на студії грамзапису Мелодія, і він став першим виконавцем записаним на Cedille Records.
З 1967 року викладав в Гнесинському інституті.
У 1976 році він їде у США і працює в Університеті Де Поля на посаді професора (з 1977 року). Його учнями були Інна Фалікс, Шон Беннетт і інші.
Виступає з майстер-класами в Московській консерваторії, а також в Бельгії, Фінляндії, Португалії та США, в тому числі проводить заняття в Оберліні і Мангеттенській школі музики.
Автор книги «Записки московського піаніста».